# USV Elinkwijk
USV Elinkwijk is een amateurvoetbalvereniging uit Utrecht, Nederland.

## Algemeen
De vereniging werd op 20 juni 1919 opgericht in de toen nog zelfstandige gemeente Zuilen. Thuishaven is het “Sportpark Zuilen” in Zuilen.
Van oorsprong was het een zondagclub. Van 1953-1970 kwam het eerste elftal uit in het betaald voetbal, waarvan zeven seizoenen in de eredivisie. Elinkwijk was erbij in de eerste jaargang van de eredivisie in het seizoen 1956/57. Later kwam er een zaterdagafdeling bij met vanaf 2007 ook een standaardelftal in deze afdeling. Vanaf het seizoen 2019/20 is het enkel nog een zaterdagclub.
In het seizoen 1955/56, het laatste seizoen voor de invoering van de eredivisie, werd Elinkwijk derde van Nederland in de kampioenscompetitie om de landstitel, nadat het eerder dat seizoen afdelingskampioen in de Hoofdklasse B was geworden. 

## Standaardelftallen

### Zaterdag
Het standaardelftal speelt in het seizoen 2023/24 in de Derde klasse zaterdag van het KNVB-district West-I.

## Erelijst
Professionele tijdperk (voor 1970):
| Competitie     | Aantal | Jaren   |
| -------------- | ------ | ------- |
| Hoofdklasse B  | 1x     | 1955/56 |
| 4e klasse West | 1x     | 1930/31 |
| 3e klasse      | 1x     | 1938/39 |
| 1e divisie     | 1x     | 1964/65 |

Amateur tijdperk (na 1970)

| Competitie    | Aantal | Jaren |
| ------------- | ------ | ----- |
| Vijfde klasse | 1x     | 2009  |

#### Competitieresultaten 2008–heden (zaterdag)
| 6 5B |

| 1 5C |

| 3 4G |

| 6 3D |

| 10 3D |

| 8 3D |

| 3 3D |

| 11 2B |

|  |

|  |

| 4 4G |

| 9 4G |

| 2* 4G |

| 1* 4H |

| 1 4H |

| 5 3D |

| 1 3D |

| — 2B |

- = Dit seizoen werd stopgezet vanwege de uitbraak van het coronavirus. Er werd voor dit seizoen geen officiële eindstand vastgesteld.

| Tweede divisie | Derde divisie | Vierde divisie | Eerste klasse |
| Tweede klasse  | Derde klasse  | Vierde klasse  | Vijfde klasse |

### Zondag
Bij de terugkeer bij de amateurs werd het in Tweede klasse ingedeeld, waarbij het direct kampioen werd. In de Eerste klasse werd drie keer op rij het klassekampioenschap behaald, in 1974 aangevuld met het Nederlands kampioenschap voor zondagamateurs. Ook in de 1974/75 opgerichte Hoofdklasse was Elinkwijk succesvol, met vijf klassekampioenschappen in de eerste periode. Het seizoen na het laatste van die kampioenschappen volgde degradatie naar de Eerste klasse (1991/92), direct gevolgd met de degradatie naar de Tweede klasse. Via kampioenschappen in 1993/94 (Tweede klasse) en 1995/96 (Eerste klasse) wist de club zich weer terug te vechten naar de Hoofdklasse, waar het tot en met het seizoen 2012/13 wist te handhaven. In de laatste zes seizoenen kwam afwisselend in de Eerste- en Tweede klasse uit, laatstelijk speelde het standaardelftal in het seizoen 2018/19 in de Tweede klasse van West-I.

#### Erelijst
Profs
kampioen Eerste divisie: 1965
kampioen Hoofdklasse (profs): 1956
Amateurs
Landskampioen zondagamateurs: 1974
kampioen Hoofdklasse: 1982, 1984, 1988, 1990, 1991
kampioen Eerste klasse: 1972, 1973, 1974, 1996
kampioen Tweede klasse: 1951, 1971, 1994
kampioen Derde klasse: 1939, 1941, 1942
kampioen Vierde klasse: 1931

#### Competitieresultaten 1931–2019 (zondag)
N.B. inclusief profresultaten
| 1 4D |

| 8 3D |

| 6 3D |

| 7 3D |

| 2 3D |

| 2 3D |

| 2 3D |

| 3 3D |

| 1 3D |

| 10 D |

| 1 3E |

| 1 3F |

| 3 2A |

| 4 2A |

|  |

| 4 2B |

| 9 2B |

| 5 2A |

| 4 2A |

| 2 2A |

| 1 2B |

| 10 1A |

| 8 1B |

| 7 1A |

| 7 B |

| 1 B |

| 16 |

| 16 |

| 12 |

| 15 |

| 16 |

| 3 B |

| 10 |

| 7 |

| 2 |

| 14 |

| 17 |

| 8 |

| 12 |

| 4 |

| 1 2B |

| 1 1A |

| 1 1A |

| 1 1A |

| 9 A |

| 4 A |

| 10 A |

| 8 A |

| 7 A |

| 4 A |

| 2 A |

| 1 A |

| 3 A |

| 1 A |

| 7 A |

| 5 A |

| 7 A |

| 1 A |

| 12 A |

| 1 A |

| 1 A |

| 13 A |

| 10 1A |

| 1 2B |

| 9 1B |

| 1 1A |

| 4 A |

| 7 A |

| 2 A |

| 6 A |

| 11 A |

| 6 A |

| 7 A |

| 2 A |

| 3 A |

| 10 A |

| 2 A |

| 11 A |

| 11 A |

| 9 A |

| 6 A |

| 9 A |

| 14 A |

| 5 1A |

| 11 1A |

| 2 2B |

| 13 1A |

| 4 2B |

| 9 2B |

1974: de beslissingswedstrijd om het klassekampioenschap in 1A werd op 17 april bij SV Huizen met 1-0 gewonnen van ASC SDW
| Eredivisie  | Hoofdklasse (profniveau) | Eerste divisie | Eerste klasse (profniveau) |               |                |
| Hoofdklasse | Eerste klasse            | Tweede klasse  | Derde klasse               | Vierde klasse | Noodcompetitie |

In elke staaf van de grafiek staat van boven naar beneden vermeld: 
- Eindnotering

Dit is de positie die de club heeft bereikt in de competitie, zonder eventuele beslissings-, play-off- of nacompetitiewedstrijden die nodig zijn geweest om bijvoorbeeld de kampioen van de competitie te bepalen.
Indien een * achter het getal staat is de notering een tussenstand en kan het zijn dat de notering niet overeenkomt met de uiteindelijke eindstand van de competitie.
Staat er een - dan is het seizoen nog bezig en is er geen definitieve uitslag bekend.
Staat er xx op de positie van de notering, dan heeft de club vroegtijdig de competitie verlaten. Dit kan onder andere komen door terugtrekking van het team, faillissement van de club of door een uitgedeelde straf van de KNVB. In veel gevallen staat elders in het artikel de reden vermeld.
Staat er een ? dan is het resultaat uit het verleden onbekend, en is alleen de competitie of het niveau bekend van dat seizoen.
In de seizoenen 2019/20 en 2020/21 werd wegens de coronacrisis het amateurvoetbal afgebroken. Daardoor kennen deze staven geen eindklassering (middels -- weergegeven).
- Competitieniveau en afdelingsletter of Officiële eindstand Eredivisie
  - Competitieniveau en afdelingsletter

Hierbij geeft het getal het niveau weer, dat ook terug te vinden is in de legenda. De letter is de afdelingsaanduiding en wordt gebruikt wanneer er meer afdelingen zijn op hetzelfde niveau. De afdelingsletter is altijd een hoofdletter en wordt meestal zonder nummer gebruikt.
Voorbeeld: 2F is niveau 2e klasse competitie F.
Het competitieniveau en nummer wordt niet vermeld wanneer er slechts één competitie van dit niveau was.
  - Officiële eindstand Eredivisie (getal staat tussen haakjes vermeld)

Sinds de introductie van play-offwedstrijden voor Europees voetbal na afloop van de reguliere competitie in 2005/06, is de KNVB verplicht een eindstand van de Eredivisie door te geven aan de UEFA aan de hand van deze play-offwedstrijden.
Bij deze eindstand staan clubs die zich hebben gekwalificeerd voor Europees voetbal hoger dan clubs die zich niet wisten te kwalificeren. Indien er geen verschil was tussen de eindnotering en de officiële eindstand, staat dit getal niet vermeld.

- Onderafdeling

Hier staat afgekort de naam van de onderafdeling indien de club in dat jaar in een onderafdeling uitkwam. Tevens staat deze afkorting in de legenda en wordt gelinkt naar het artikel over deze onderafdeling. Deze afkorting wordt alleen vermeld wanneer de club in het verleden in verschillende onderafdelingen heeft gespeeld. Deze vermelding is in de staaf altijd in kleine letters. Deze onderafdelingen zijn na het seizoen 1995/96 afgeschaft. Heeft de club in slechts één onderafdeling gespeeld, dan is dit alleen terug te vinden in de legenda.
Onder de staaf staat het jaartal vermeld waarin het seizoen is afgesloten. 15 verwijst naar het seizoen 2014/15 of eventueel het seizoen 1914/15.
Wanneer een staaf leeg is, zijn deze gegevens niet bekend. Het kan ook zijn dat de club dat seizoen niet heeft meegespeeld op het hogere amateurniveau, vroegtijdig de competitie heeft verlaten of uit de competitie is gezet.

In het seizoen 1944/45 was er wegens de Tweede Wereldoorlog geen regulier competitievoetbal.

## Betaald voetbal
Bij de invoering van het betaald voetbal in Nederland was Elinkwijk een van de clubs die in de (eerst Hoofdklasse geheten) nieuwe competitie uitkwam. In november 1954 fuseerde de club met de profclub Utrecht N.V. die in de NBVB-competitie uitkwam en ging onder de oude naam verder. In januari 1956 werd de fusie weer ongedaan gemaakt toen Elinkwijk de aandeelhouders van de N.V. uitkocht. In het seizoen 1955/56 werd de club kampioen van de Hoofdklasse B. In het seizoen 1956/57 werd Elinkwijk zestiende in de net gevormde Eredivisie. In deze periode was ook de eerste Surinamer die voor het Nederlands elftal speelde, Humphrey Mijnals, voor Elinkwijk actief, samen met zijn broer Frank en enkele andere Surinamers. De club degradeerde in het seizoen 1960/61, maar werd in 1964/65 kampioen van de Eerste divisie en promoveerde, waarna de ploeg nog twee seizoenen uitkwam in de Eredivisie. Vanaf 1967/68 speelde Elinkwijk weer in de eerste divisie, waarna in 1970, onder druk van de gemeente en de KNVB, Elinkwijk met de twee andere profclubs uit Utrecht (DOS en Velox) fuseerde tot FC Utrecht.

### Seizoensoverzichten
| Resultaten van Elinkwijk sinds de toetreding in het betaald voetbal in 1954 | Resultaten van Elinkwijk sinds de toetreding in het betaald voetbal in 1954 | Resultaten van Elinkwijk sinds de toetreding in het betaald voetbal in 1954 | Resultaten van Elinkwijk sinds de toetreding in het betaald voetbal in 1954 | Resultaten van Elinkwijk sinds de toetreding in het betaald voetbal in 1954 | Resultaten van Elinkwijk sinds de toetreding in het betaald voetbal in 1954 | Resultaten van Elinkwijk sinds de toetreding in het betaald voetbal in 1954 | Resultaten van Elinkwijk sinds de toetreding in het betaald voetbal in 1954 | Resultaten van Elinkwijk sinds de toetreding in het betaald voetbal in 1954 | Resultaten van Elinkwijk sinds de toetreding in het betaald voetbal in 1954 | Resultaten van Elinkwijk sinds de toetreding in het betaald voetbal in 1954 | Resultaten van Elinkwijk sinds de toetreding in het betaald voetbal in 1954 | Resultaten van Elinkwijk sinds de toetreding in het betaald voetbal in 1954                                                                             |
| Seizoen                                                                     | Competitie                                                                  | Competitie                                                                  | Competitie                                                                  | Competitie                                                                  | Competitie                                                                  | Competitie                                                                  | Competitie                                                                  | Competitie                                                                  | Competitie                                                                  | Kwalificatie                                                                | KNVB beker                                                                  | Bijzonderheid |
| Seizoen                                                                     | Divisie                                                                     | GW                                                                          | W                                                                           | G                                                                           | V                                                                           | PNT                                                                         | DV                                                                          | DT                                                                          | POS                                                                         | Kwalificatie                                                                | KNVB beker                                                                  | Bijzonderheid |
| --------------------------------------------------------------------------- | --------------------------------------------------------------------------- | --------------------------------------------------------------------------- | --------------------------------------------------------------------------- | --------------------------------------------------------------------------- | --------------------------------------------------------------------------- | --------------------------------------------------------------------------- | --------------------------------------------------------------------------- | --------------------------------------------------------------------------- | --------------------------------------------------------------------------- | --------------------------------------------------------------------------- | --------------------------------------------------------------------------- | --- |
| 1954/55                                                                     | Eerste klasse A                                                             | 8                                                                           | 2                                                                           | 2                                                                           | 4                                                                           | 6                                                                           | 4                                                                           | 15                                                                          | 11e                                                                         | –                                                                           | Geen bekertoernooi                                                          | Elinkwijk treedt toe tot het betaald voetbal De competitie werd na de fusie van de KNVB en de NBVB niet afgemaakt. Alle teams werden opnieuw ingedeeld. |
| 1954/55                                                                     | Eerste klasse B                                                             | 26                                                                          | 11                                                                          | 4                                                                           | 11                                                                          | 26                                                                          | 48                                                                          | 45                                                                          | 7e                                                                          | Hoofdklasse                                                                 | Geen bekertoernooi                                                          | Elinkwijk treedt toe tot het betaald voetbal De competitie werd na de fusie van de KNVB en de NBVB niet afgemaakt. Alle teams werden opnieuw ingedeeld. |
| 1955/56                                                                     | Hoofdklasse B                                                               | 34                                                                          | 22                                                                          | 6                                                                           | 6                                                                           | 50                                                                          | 79                                                                          | 36                                                                          | 3e 1e (regulier)                                                            | Eredivisie Kampioenscompetitie                                              | Geen bekertoernooi                                                          | Wedstrijden tegen NAC (2–3 & 2–5), Rapid JC (2–0 & 1–3) en Sparta (5–3 & 0–0)                                                                           |
| 1956/57                                                                     | Eredivisie                                                                  | 34                                                                          | 10                                                                          | 4                                                                           | 20                                                                          | 24                                                                          | 52                                                                          | 87                                                                          | 16e                                                                         | –                                                                           | 3e ronde                                                                    | – |
| 1957/58                                                                     | Eredivisie                                                                  | 34                                                                          | 10                                                                          | 8                                                                           | 16                                                                          | 28                                                                          | 47                                                                          | 71                                                                          | 16e                                                                         | –                                                                           | 3e ronde                                                                    | – |
| 1958/59                                                                     | Eredivisie                                                                  | 34                                                                          | 11                                                                          | 8                                                                           | 15                                                                          | 30                                                                          | 55                                                                          | 57                                                                          | 12e                                                                         | –                                                                           | 4e ronde                                                                    | – |
| 1959/60                                                                     | Eredivisie                                                                  | 34                                                                          | 9                                                                           | 11                                                                          | 14                                                                          | 29                                                                          | 37                                                                          | 48                                                                          | 15e                                                                         | –                                                                           | Geen bekertoernooi                                                          | – |
| 1960/61                                                                     | Eredivisie                                                                  | 34                                                                          | 11                                                                          | 3                                                                           | 20                                                                          | 25                                                                          | 43                                                                          | 72                                                                          | 16e                                                                         | Nacompetitie                                                                | Kwartfinale                                                                 | Degradatiewedstrijden tegen De Volewijckers (3–4 & 4–4)                                                                                                 |
| 1961/62                                                                     | Eerste divisie B                                                            | 34                                                                          | 19                                                                          | 6                                                                           | 9                                                                           | 44                                                                          | 68                                                                          | 54                                                                          | 3e                                                                          | –                                                                           | 2e ronde                                                                    | – |
| 1962/63                                                                     | Eerste divisie                                                              | 30                                                                          | 11                                                                          | 5                                                                           | 14                                                                          | 27                                                                          | 54                                                                          | 67                                                                          | 10e                                                                         | –                                                                           | Tussenronde (Tussen ronde 3 en ronde 4)                                     | – |
| 1963/64                                                                     | Eerste divisie                                                              | 30                                                                          | 13                                                                          | 8                                                                           | 9                                                                           | 34                                                                          | 60                                                                          | 52                                                                          | 7e                                                                          | –                                                                           | 1e ronde                                                                    | – |
| 1964/65                                                                     | Eerste divisie                                                              | 30                                                                          | 18                                                                          | 4                                                                           | 8                                                                           | 40                                                                          | 44                                                                          | 29                                                                          | 2e                                                                          | Rechtstreekse promotie                                                      | 2e ronde                                                                    | – |
| 1965/66                                                                     | Eredivisie                                                                  | 30                                                                          | 7                                                                           | 8                                                                           | 15                                                                          | 22                                                                          | 37                                                                          | 64                                                                          | 14e                                                                         | –                                                                           | Groepsfase                                                                  | – |
| 1966/67                                                                     | Eredivisie                                                                  | 34                                                                          | 7                                                                           | 8                                                                           | 19                                                                          | 22                                                                          | 35                                                                          | 84                                                                          | 17e                                                                         | Rechtstreekse degradatie                                                    | 2e ronde                                                                    | – |
| 1967/68                                                                     | Eerste divisie                                                              | 36                                                                          | 12                                                                          | 15                                                                          | 9                                                                           | 39                                                                          | 59                                                                          | 53                                                                          | 8e                                                                          | –                                                                           | Kwartfinale                                                                 | – |
| 1968/69                                                                     | Eerste divisie                                                              | 34                                                                          | 10                                                                          | 11                                                                          | 13                                                                          | 31                                                                          | 47                                                                          | 49                                                                          | 12e                                                                         | –                                                                           | 2e ronde                                                                    | – |
| 1969/70                                                                     | Eerste divisie                                                              | 34                                                                          | 17                                                                          | 9                                                                           | 8                                                                           | 43                                                                          | 52                                                                          | 35                                                                          | 4e                                                                          | Intertoto Cup (als FC Utrecht)                                              | Kwartfinale                                                                 | Elinkwijk fuseert met DOS en Velox en gaat verder als FC Utrecht                                                                                        |

### Topscorers
- 1954/55:  Evert-Jan Vonk (2)
- 0000000  Wim de Jongh (15)
- 1955/56:  Wim de Jongh (32)
- 1956/57:  Wim de Jongh (16)
- 1957/58:  Michel Kruin (15)
- 1958/59:  Michel Kruin (25)
- 1959/60:  Ben Zweers (14)
- 1960/61:  Michel Kruin (14)
- 1961/62:  Henny van Egdom (19)
- 1962/63:  Chris Geutjes (21)
- 1963/64:  Jan de Kleijn (16)
- 1964/65:  Henny van Egdom (15)
- 1965/66:  Henny van Egdom (8)
0000000  Tonny Nieuwenhuijs (8)
- 1966/67:  Leen van de Merkt (6)
- 1967/68:  Joop Oomens (13)
- 1968/69:  Tonny van der Linden (11)
- 1969/70:  Jan Groenendijk (23)

### Trainers
- 1941–1947:  Chr. Roelofs
- 1949–1953:  Joop de Busser
- 1953–1957:  Gilbert Richmond
- 0000–1957:  Joop de Busser (a.i.)
- 1957–1958:  Wim Groenendijk
- 1958–1961:  Thim van der Laan
- 0000–1961:  Kees van Dijke (a.i.)
- 1961–1966:  Joop de Busser
- 1966–1968:  Jan de Bouter
- 1968–1970:  Evert Mur

## Bekende (oud-)spelers
- Ibrahim Afellay
- Ismaïl Aissati
- Oussama Alou
- Maurits de Baar
- Gerrit Jan Bartels
- Marco van Basten
- Riechedly Bazoer
- Richard Beekink
- Hilal Ben Moussa
- Tim van de Berg
- Nico de Bree
- Brayton Biekman
- Lloyd Doesburg
- Mohamed El Makrini
- Edwin Godee
- Giovanni Gravenbeek
- Jan Groenendijk
- Hans van de Haar
- Harry van den Ham
- Gert van Hanegem
- Jean-Paul de Jong
- Reinier Kreijermaat
- Zakaria Labyad
- Benjamin van Leer
- Kelvin Leerdam
- Tonny van der Linden
- Mohamed Mallahi
- Erik van der Meer
- Leen van de Merkt
- Frank Mijnals
- Humphrey Mijnals
- Youness Mokhtar
- Nordin Musampa
- Okan Özçelik
- Nol de Ruiter
- Erwin Sparendam
- Gerald Vanenburg
- Elfried Veldman
- John Veldman
- Ferdi Vierklau
- Peter Vogelzang
- Redouan El Yaakoubi
- Sylian Mokono
- Ridgeciano Haps
- Thijmen Nijhuis
- Stefan Postma

VVU Ardahanspor · DESTO · Domstad Majella · DVSU · UCS EDO · USV Elinkwijk · Eminent Boys · Faja Lobi KDS · USV Hercules · SV HMS · Hyenas FC · SV Kampong · VV Kismet · VV De Meern · SV Nieuw Utrecht · VV Odin · Odysseus '91 · SV Overvecht/De Dreef  · ksv PVC · PVCV Vleuten · SV Rivierwijkers · Sporting '70 · VV Sterrenwijk · FC Utrecht · SV Utrecht United · UVV · SV Vechtzoom · VV Voorwaarts · VSC · VVJ · Zwaluwen Utrecht 1911